# عدم تعین
بی‌تعیّن‏ (انگلیسی: Indeterminacy)، یا عدم تعین در مقابل تعین است.

## عدم تعین
اگر تعین دالّ بر تحدید یا تعریف شیء باشد، بی‌تعین (Indetermination) نقیض تحدید است، و اگر تعین دالّ بر شناخت اسباب و عوامل شیء باشد، بی‌تعین دالّ بر جهل به آن است.
هر مسئله ای که چند راه حل داشته باشد یا نتوان برای آن راه حل دقیقی پیدا کرد، یک مسئله بی‌تعیّن است.
و نیز بی‌تعین صفت عقلی است که در برقرار کردن وضعیت موافق به مقتضای حال متحیّر است. بی‌تعین به این معنی مترادف تردد و دو دلی و نقیض عزم است.
چون هر موجودی طبیعتی مخصوص خود دارد، به حکم این طبیعت خاص، دارای صفات معینی است که آن را از موجودات دیگر جدا می‌کند. اگر جز این باشد، تمام موجودات تبدیل به یک موجود می‌شوند و بی‌تعین، قانون وجود می‌شود.

## کاهش عدم تعین
استیو هونیش در مقاله خود به نام «تفسیر و عدم تعین در تحلیل گفتمان» ادعا می‌کند که معنای دقیق گفتار یک گوینده در یک تبادل متنی اغلب نامشخص است. در چارچوب تحلیل مبادله معلم و شاگرد، من بر برتری زبان‌شناسی تعاملی بر نظریه کنش گفتاری استدلال خواهم کرد، زیرا این امر عدم تعین را کاهش می‌دهد و تفسیر اصولی‌تری به دست می‌دهد. 